# Die Flotte bricht durch
Die Flotte bricht durch (Originaltitel: The Navy Comes Through) ist ein US-amerikanisches Kriegsdrama aus dem Jahr 1942 von A. Edward Sutherland. Die Hauptrollen in dem Film über ein altes Frachtschiff, das es allein mit einer Kriegsflotte der Nationalsozialisten aufnimmt, sind mit Pat O’Brien, George Murphy und Jane Wyatt besetzt. Der Film erhielt eine Oscarnominierung in der Kategorie „Beste visuelle Effekte“.
Das Drehbuch wurde von Earl Baldwin und John Twists adaptiert und beruht auf der Kurzgeschichte Pay to Learn von Borden Chase. Chase’ Geschichte, die 1939 in Fortsetzungen in der Saturday Evening Post veröffentlicht wurde, war die einzige, der diese Ehre zweimal widerfuhr.

## Handlung
In Washington D. C. wird vor einem Schwurgericht der Marine verhandelt. Chief Michael Mallory gibt dort zu Protokoll, dass nach seiner Überzeugung eine durch den Lieutenant Thomas L. Sands begangene Fahrlässigkeit eine Explosion an Bord ihres Schiffes ausgelöst hat, bei der Tote zu beklagen waren. Obwohl Sands dieser Version leidenschaftlich widerspricht und beteuert, keinerlei Schuld auf sich geladen zu haben, wird er quasi zum Rücktritt gezwungen, da er seine Aussage nicht beweisen kann. Aus falsch verstandenem Stolz macht er in der Folge auch Schluss mit seiner Freundin, der Krankenschwester Myra Mallory, der Schwester von Michael Mallory.
Als nach der Bombardierung von Pearl Harbor der Eintritt der Vereinigten Staaten in den Zweiten Weltkrieg erfolgt, tritt Myra der Marine als Krankenschwester bei. Ihr Bruder ist als Kommandeur eines Kanonenbootes eingesetzt worden und soll ein Handelsschiff der Marine begleiten und schützen, dessen Fahrt über den Atlantik nach Belfast gehen soll.
Auch Sands, der von seinen Kameraden „Tom“ gerufen wird, hat sich als Freiwilliger bei der Marine gemeldet und wird ausgerechnet Mallorys Mannschaft zugeteilt. Weitere Crewmitglieder sind Joe „Babe“ Dudson, ein lebhafter junger Seemann; der Kubaner Tarriba, der meint, mit seinem Einsatz für die Vereinigten Staaten auch etwas für die Befreiung seines Landes tun zu können; Richard „Dutch“ Kroner, ein österreichischer Violinvirtuose, der auf der Fahndungsliste der Nazis steht; und Berringer, ein ehemaliger Boxer. Nachdem man sich auf dem Schiff eingerichtet hat, macht auch schon Toms zweifelhafte Vergangenheit die Runde unter den Männern. Dann jedoch, nachdem man den Hafen verlassen hat und sich auf See befindet, wird das Schiff von einem deutschen U-Boot angegriffen, wobei der Rekrut James Bayliss verwundet wird. Da man an Bord über keine medizinischen Einrichtungen verfügt, signalisiert Mallory einem Begleitschiff, das für die medizinische Versorgung zuständig ist, dass er Hilfe benötigt. Ein Arzt kommt an Bord in dessen Begleitung sich Myra in ihrer Eigenschaft als Krankenschwester befindet.
Als ein wenig später dichter Nebel die Fahrt erschwert, ist das nicht die schlimmste Gefahr, denn der Kapitän hat die Nachricht erhalten, dass sich auch ein deutsches Schlachtschiff im befahrenen Gebiet aufhält. Myra hat inzwischen von Toms Anwesenheit an Bord erfahren und will ihn unbedingt wiedersehen. Mallory lässt dies Tom zwar wissen, warnt ihn aber gleichzeitig, dass Myra ihn vergessen müsse, da sie sonst nie glücklich sein könne. Obwohl Tom nie aufgehört hat die junge Frau zu lieben, erfindet er eine Phantasiegeschichte, um Myra so die Möglichkeit zu geben, sich von ihm zu lösen. Tags darauf, gerade als „Dutch“ einen Walzer auf seiner Violine spielt, wird das Schiff von deutschen Kampfbomben attackiert, wobei Myra von herabfallenden Trümmern verletzt wird und bewusstlos zusammensinkt. Tom verlässt sofort seinen Posten, um Myra aus der Gefahrenzone zu bergen. Leider ist es so, dass Berringer, der einzige Mann, der bezeugen kann, warum Tom seinen Posten verlassen hat, bei der nächsten Attacke tödlich verletzt wird, sodass er als Zeuge ausfällt. So wird Tom erneut ungerechtfertigt beschuldigt und der Verdacht der Feigheit steht im Raum.
Babe, der als Amateur ein Kurzwellen-Radiogerät betreibt, kann einen Funkspruch der Deutschen abfangen und dechiffrieren, der besagt, dass sich ein deutsches U-Boot ganz in ihrer Nähe auf dem Weg zu einem deutschen Versorgungsschiff befindet. Mallory kann den Kapitän überzeugen, das Schiff abzufangen und anzugreifen. Zu ihrem Erstaunen ergeben sich die Deutschen fast ohne Gegenwehr. Als Mallory und seine Leute sich an Bord des deutschen Schiffes begeben wollen, ist Tom derjenige, der Bedenken äußert, weil ihm das alles nicht geheuer ist und viel zu einfach erscheint. Es gelingt ihm, in Erfahrung zu bringen, dass die Deutschen einen Torpedo mit einem Zeitzünder an Bord deponiert haben, der das Schiff zum von ihnen gewollten Zeitpunkt in die Luft jagen soll. Mit diesem Wissen gelingt es den Männern, den Zünder außer Gefecht zu setzen. Mallory fasst sodann den Plan, dass seine Männer sich als Deutsche verkleiden sollen, um deutsche U-Boote anzugreifen und zu versenken. Als diese nach und nach vor ihnen auftauchen, können sie sie versenken. Als dann jedoch zwei gleichzeitig auftauchen, können sie zwar eins versenken, doch das zweite U-Boot torpediert das Schiff, woraufhin ein Feuer ausbricht. Tom riskiert sein eigenes Leben, um Mallory aus den Flammen zu ziehen und in Sicherheit zu bringen. Gerade noch rechtzeitig eilt ihnen ein Handelsmarineschiff zu Hilfe und versenkt das angreifende U-Boot.
Toms Mut lässt Mike Mallory erkennen, dass er ihn völlig falsch eingeschätzt hat. Das hat zur Folge, dass er von ihm wieder in den Rang eines Offiziers rückversetzt wird, noch bevor das Schiff sein Ziel erreicht hat. Natürlich finden auch Tom und Myra wieder zueinander. Tom verabschiedet sich von der Marinebasis und sieht zusammen mit Mike neuen Aufgaben entgegen.

## Produktion

### Produktionsnotizen
Die Dreharbeiten erstreckten sich über den Zeitraum 2. Juni bis Ende Juli 1942. Für die Spezialeffekte im Film waren Vernon L. Walker (fotografische Effekte) und James G. Stewart (Soundeffekte) zuständig, die für ihre Arbeit eine Oscarnominierung erhielten. Für die Kostüme zeichnete Renié Conley verantwortlich, die künstlerische Leitung lag bei Carroll Clark und Albert S. D’Agostino.
Das produzierende Studio RKO Pictures änderte in diesem Film sein Markenlogo, einen Radioturm insoweit, als die Signaltöne nun statt „RKO“ das Wort „Sieg“ formulierten. Ein Meilenstein war die Verwendung einer speziellen beweglichen Maschine, die Himmel, Horizont und Wolken herstellte, und von D’Agostino und Clark während der Dreharbeiten eingesetzt wurde. Das Gerät war entwickelt worden, um die Wirkung der Wasserbewegung gegen den Horizont zu simulieren. Die Wellen wurden mittels Musselins, der von rotierenden Scheinwerfern ausgeleuchtet wurde, projiziert. Clark wurde dafür zusammen mit F. Thomas Thompson 1943 mit einem Oscar für Wissenschaft und Entwicklung ausgezeichnet. Für die im Film verwendeten Kanonen soll Material vom Schrottplatz verwendet worden sein.
Die Arbeitstitel des Films lauteten: Pay to Learn und Battle Stations. Dem Film wurde ein Vorwort vorangestellt, das in etwa zum Inhalt hatte, dass die Marine inzwischen als selbstverständlich angesehen werde, ihr Rückgrat aber nicht Schiffe, Flugzeuge und U-Boote seien, sondern Männer.

### Hintergrund
Für die Rolle des Thomas Sands war ursprünglich Eddie Albert vorgesehen, wie Hollywood Reporter vermerkte, der zwischenzeitlich durch Randolph Scott ersetzt werden sollte, ehe die Rolle schließlich an George Murphy ging. Für die Regie war zunächst Robert Stevenson im Gespräch, bevor sie an A. Edward Sutherland ging. Für Islin Auster stellte der Film sein Debüt als RKO-Produzent dar und für Lee Bonnell war es sein letzter Auftritt vor seinem Beitritt zur United States Coast Guard.

### Veröffentlichung
Der Film wurde am 27. Oktober 1942 in San Francisco erstmals öffentlich gezeigt, etwas weniger als ein Jahr nachdem die Vereinigten Staaten in den Zweiten Weltkrieg eingetreten waren. Diese Premiere fand am Navy Day der Vereinigten Staaten auf der Treasure Island Naval Base in San Francisco statt. Am 30. Oktober 1942 lief The Navy Comes Through dann allgemein in den USA an.
Veröffentlicht wurde der Film außerdem in folgenden Ländern: Mexiko, Schweden, Frankreich, Belgien (Brüssel), Dänemark, den Niederlanden (Amsterdam), Portugal, Japan und auf den Philippinen (Davao). Gezeigt wurde er auch in Brasilien, Griechenland, Ungarn und Italien.
In Österreich wurde der Film erstmals im Dezember 1945 unter dem Titel Die Flotte bricht durch veröffentlicht. In Deutschland wurde er weder im Kino noch im Fernsehen gezeigt.

### Filmmusik
- Columbia, the Gem of the Ocean, geschrieben von David T. Shaw, arrangiert von Thomas A. Beckett
  - Variationen der Partitur zu hören in der Eröffnungssequenz und als Hintergrundmusik
- Anchors Aweigh, Marsch, geschrieben von Charles A. Zimmermann, Lyrik von Alfred Hart Miles und R. Lovell
  - mehrmals gespielt als Hintergrundmusik
- Geschichten aus dem Wienerwald (Tales from the Vienna Woods), geschrieben von Johann Strauss (Sohn)
  - gespielt an Bord von Carl Esmond auf der Violine
- 40. Sinfonie in g-Moll Köchelverzeichnis 550 (Symphony No. 40 in G. Minor, K. 550), geschrieben von Wolfgang Amadeus Mozart
  - Erster Satz: Molto Allegro, gespielt auf dem Kurzwellenradio an Bord des Schiffes

### Nachbetrachtung
Obwohl der Film keine allzu günstige Bewertung erfuhr und überschattet wurde von ehrgeizigeren Projekten, blieb er während der Kriegsjahre beliebt. In der staatlich geförderten Radioserie Anchors Away wurden Teile des Films im Januar 1943 mit Henry Fonda realisiert, der damals tatsächlich in der Marine war, und Sands Rolle übernahm. O’Brien und Murphy übernahmen ihre Rollen im Mai 1943 dann erneut für die Aufführung der Geschichte bei Lux-Radio-Theatre, O’Brien spielte seine Rolle bei einer erneuten Aufführung von Lux im November abermals.
Obwohl der Film heute weit davon entfernt ist, zu den am meisten in Erinnerung gebliebenen Filmen zu zählen, war er seinerzeit überraschend erfolgreich und konnte einen Gewinn von 542.000 Dollar einfahren dank eines patriotischen heimischen Publikums, das begierig war, Zeuge der amerikanischen Heldentaten an der Front zu werden.

## Kritik
Thomas M. Pryor von der New York Times befand, die Handlung des Films sei klischeehaft und abgedroschen, doch habe der Film ein gutes Gespür für melodramatisches Tempo. Den Hauptdarstellern, sowie auch den weiteren Mitwirkenden, bestätigte er zudem, dass sie ihre Rollen gut spielen und die gestellten Aufgaben adäquat lösen. Allerdings gerate RKOs Versuch, tapfere Männer des Meeres zu verherrlichen, in die tückischen Untiefen der Banalität.
Für Variety stellte sich die Verfilmung als aktionsreiches spannendes Marine-Abenteuer dar mit starken romantischen Elementen und besonders wirksamen Kampfszenen.
Harrison’s Reports bescheinigte dem Film, er sei ein ziemlich gutes Kriegsmelodram, obwohl die Geschichte eher der Phantasie entspringe, werde sie so spannend präsentiert, dass das Interesse an ihr nie nachlasse.
Film Daily reported war der Ansicht, der Film sei vor allem für Männer, denen aufregende Unterhaltung geboten werde.

## Auszeichnung
Vernon L. Walker und James G. Stewart waren auf der Oscarverleihung 1943 in der Kategorie „Beste Spezialeffekte“ für einen Oscar nominiert, hatten jedoch das Nachsehen gegenüber Farciot Edouart, Gordon Jennings, William L. Pereira und Louis Mesenkop, die die Trophäe für ihre Arbeit an dem Piratenfilm Piraten im karibischen Meer (OT: Reap the Wild Wind) erhielten.